# 암피키온
암피키온(Amphicyon)은 신생대 마이오세 초기부터 플라이스토세 초기까지 북미, 유럽, 아시아, 아프리카 등 여러 지역에서 서식했던 암피키온과의 식육목 포유류이다.

## 특징

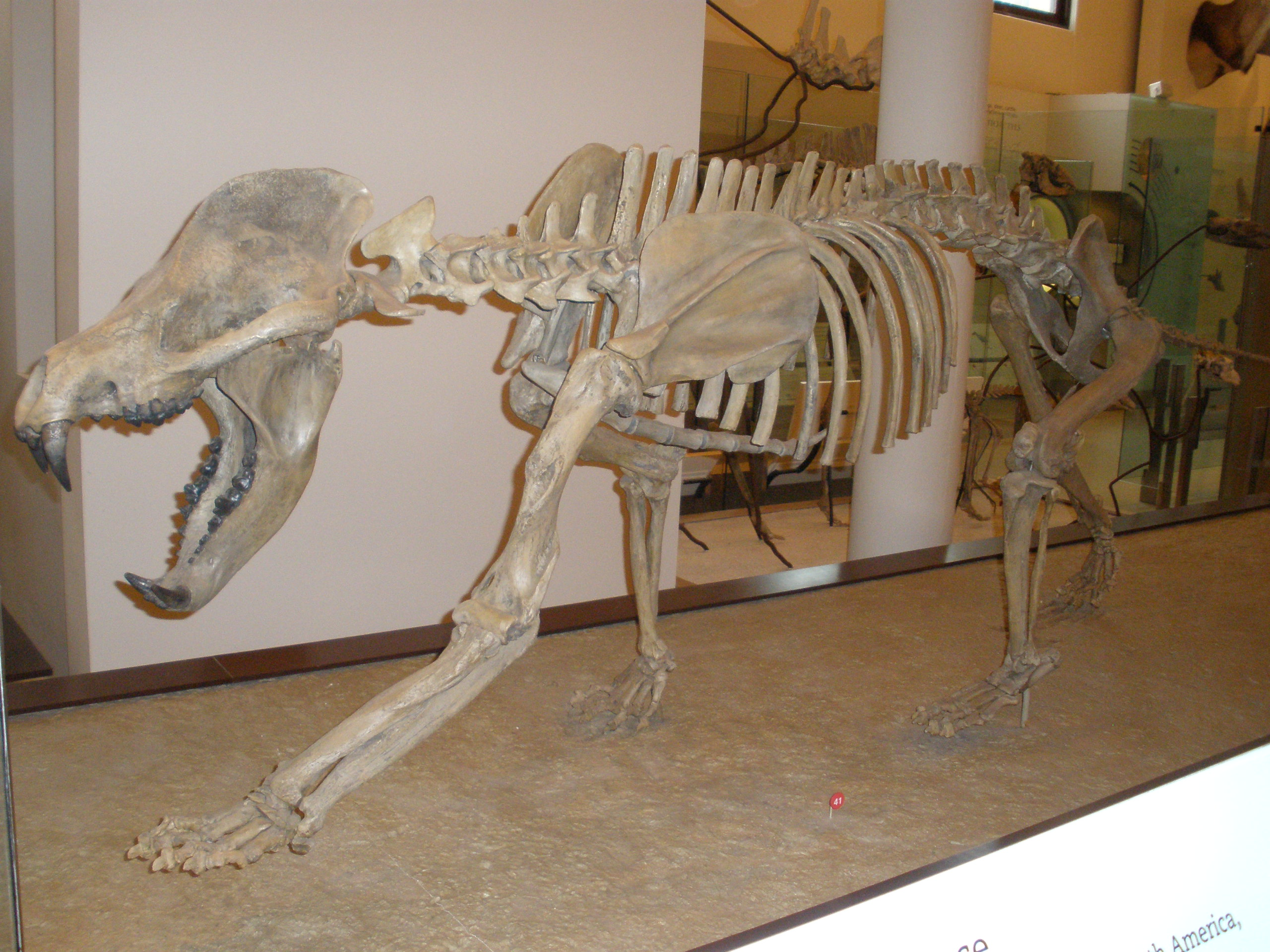
암피키온의 화석

암피키온의 다리 구조를 보았을 때, 주로 빠른 추격보다는 기습을 하는 매복형 포식자였으며, 고양잇과 동물처럼 앞발로 먹이를 제압했을 것으로 추정된다. 또한, 다른 동물들보다 지구력이 매우 높았던 것으로 보인다.